# アンドレアス・ヴェサリウス
アンドレアス・ヴェサリウス（Andreas Vesalius、1514年12月31日 ブリュッセル - 1564年10月15日 ザキントス）は、解剖学者、医師。人体解剖で最も影響力のある本、『ファブリカ』こと“De humani corporis fabrica”（人体の構造）の著者。ヴェサリウスは現代人体解剖の創始者といわれる。
「ヴェサリウス」は「ベサリウス」、「ウェサリウス」とも表記される。ヴェサリウスの名は、出典によってアンドレアス・ヴェサル (Andreas Vesal) やアンドレアス・ファン・ヴェセル (Andreas van Wesel) とも言われる。
かつてベルギーで発行されていた5000フラン紙幣に肖像が使用されていた。

## 人生の初期と教育
ヴェサリウスは当時神聖ローマ帝国の支配下にあった、ブリュッセルの医師の家に生まれた。父、アンドリエス・ファン・ヴェセルは、皇帝マクシミリアン1世の侍医エヴァラルド・ファン・ヴェセル (Everard Van Wesel) の私生児である。アンドリエスはマクシミリアンの薬剤師として仕え、後はその後継者カール5世の従者 (Valet de Chambre) として仕えた。彼は息子を家伝に従わせ、当時の規範であったギリシャ語とラテン語を学ばせるためにブリュッセルの「共有生活朋友会」(Brethren of the Common Life) に入会させた。
1528年にヴェサリウスはルーヴァン大学に技芸取得の為に入学したが、1532年に彼の父が（カール5世の）従者として任命され、ヴェサリウスはパリ大学で医学を専門的に追求しようと決心し1533年に移っている。ここで彼はジャック・デュボワ（ヤコブス・シルビウス、Jacques Dubois）とジャン・フェルネル (Jean Fernel) の元でガレノスの学説を学んだ。この時代に解剖学への興味を大きくし、また、セント・イノセント墓地で骨をしばしば研究していた。
神聖ローマ帝国とフランスが戦闘を始めたため、1536年にパリを去らなければならなくなりルーヴァンに戻った。ここでヨハネス・ヴィンター・フォン・アンデルナハ (Johannes Winter von Andernach) の元で研究を修了し、次の年に卒業した。ヴェサリウスの論文“Paraphrasis in nonum librum Rhazae medici arabis clariss ad regem Almansorum de affectum singularum corporis partium curatione”は、ラジ (Rhazes) の第9の書についての解説である。彼は教授との論争の後にルーヴァンを去るまでほんのしばらく滞在した。1536年にヴェネツィアにしばらく移住した後、博士号取得の研究のためにパドヴァ大学に移り、1537年に取得した。
卒業後、ヴェサリウスはすぐにパドヴァで外科学と解剖学の教授に任命された。ピサとボローニャにて客演も行った。それまで、これらの主題は主に、講師に仕えた床屋兼外科による動物の解剖に従って、ガレノスの古典的な教科書を読むことを主として教えられていた。ガレノスの主張を実際に見直すような試みはなかった。それは論争の余地などないものだった。その一方で、ヴェサリウスは教育の主要な道具として解剖を行ない、生徒たちの群れがテーブルを取り囲む中、自分自身で実際の解剖を執り行った。実地の直接の観察が唯一の信頼できる情報源という考えは、中世的な習慣と大きくかけ離れていた。
ヴェサリウスは、6つの大きく描かれた解剖図譜として、生徒のために彼の仕事を精密に描いたものを持っていた。それらの幾つかが複製され広く出回っているのを知ると、1538年に“Tabulae Anatomicae Sex”という題名でその全てを出版した。これに続いて、1539年にガレノスの解剖学参考書の最新版“Institutiones Anatomicae”を出版、これがパリに届くと彼の以前の教授の一人はこの版を攻撃する内容を出版した。
また1538年には、放血もしくは瀉血に関する書簡も出版した。これはほとんどどんな病気でも行われる一般的な治療であったが、どこから血を取るのかということで幾つかの異論が取り交わされていた。ガレノスを擁護する古代ギリシャ式では、患部に近い部位から血を取るが、イスラムと中世の方式では少量の血を遠い部位から抜いていた。ヴェサリウスの手引書はガレノスを支持し、解剖図を通してその論拠を裏付けた。

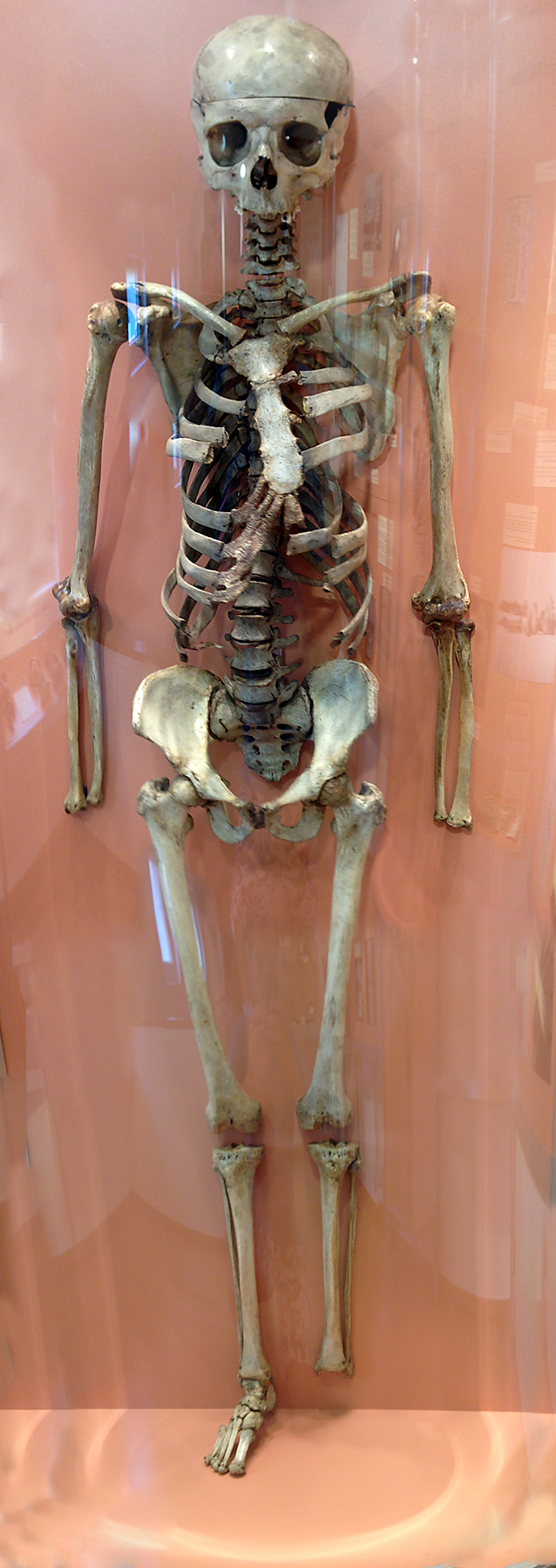
バーゼルスケルトン

1539年、パドヴァの裁判官がヴェサリウスの仕事に関心を持ち、処刑された犯罪者の死体の解剖が可能になった。彼は間もなく細部に富んだ解剖図譜を作り、来るべき正確な最初のセットが作られた。それらの多くは委任された画家によって作られたので、それ以前に作られたものよりずっと良い品質であった。
ボローニャ滞在中の1541年に、ヴェサリウスはガレノスの研究のすべてが人間というよりむしろ動物解剖学に基づいていたという事実を明らかにした（解剖が古代のローマで禁止されて以来、ガレノスは、代わりにバーバリーマカク猿を解剖して、彼らが人間と解剖学的に同様であると主張していた）。そうして彼はガレノスの“Opera omnia”の訂正版を出版し、自身の解剖学教科書を書き始めた。ヴェサリウスがこれを指摘するまで、それらは指摘されず、長い間、人体解剖学を研究する基礎とされていた。しかしながら、それでもある人々はガレノスを支持し、明らかな間違いだとしてヴェサリウスに憤慨した。
ヴェサリウスは、更に論争を引き起こした。今度はガレノスだけではなくモンディーノ・デ・ルッツィ (Mondino de Liuzzi) そしてアリストテレス (Aristotle) さえ論駁した。これら3人が心臓の機能と構造について事実だと考えていたことは明らかな間違いだった。たとえば、ヴェサリウスは心臓は4つの室からなり、肝臓は2葉、そして血管の始まりは肝臓ではなく心臓であることに気付いた。他のヴェサリウスがガレノスの誤りを指摘した有名な例は、下顎骨はたった一つの骨から出来ていて、2つではない（ガレノスは動物解剖からそう思っていた）ことの発見と、血液は心房間中隔を通過しないことの証明である。
1543年にヴェサリウスは、スイスのバーゼルにおいて名の知れた凶悪犯ヤーコプ・カラー・フォン・ゲープヴァイラー (Jakob Karrer von Gebweiler) の死体の公開解剖を指揮した。外科医フランツ・イェッケルマン (Franz Jeckelmann) の協力のもと、ヴェサリウスは骨格を組み立て最終的にはその交連骨格をバーゼル大学に寄付した。この標本（「バーゼルスケルトン」The Basel Skeleton）は今に残る唯一のヴェサリウスの良い状態の骨格標本であり、また世界で最も古い解剖学標本でもある。これはバーゼル大学の解剖学博物館に現在も展示されている。

## 『ファブリカ』

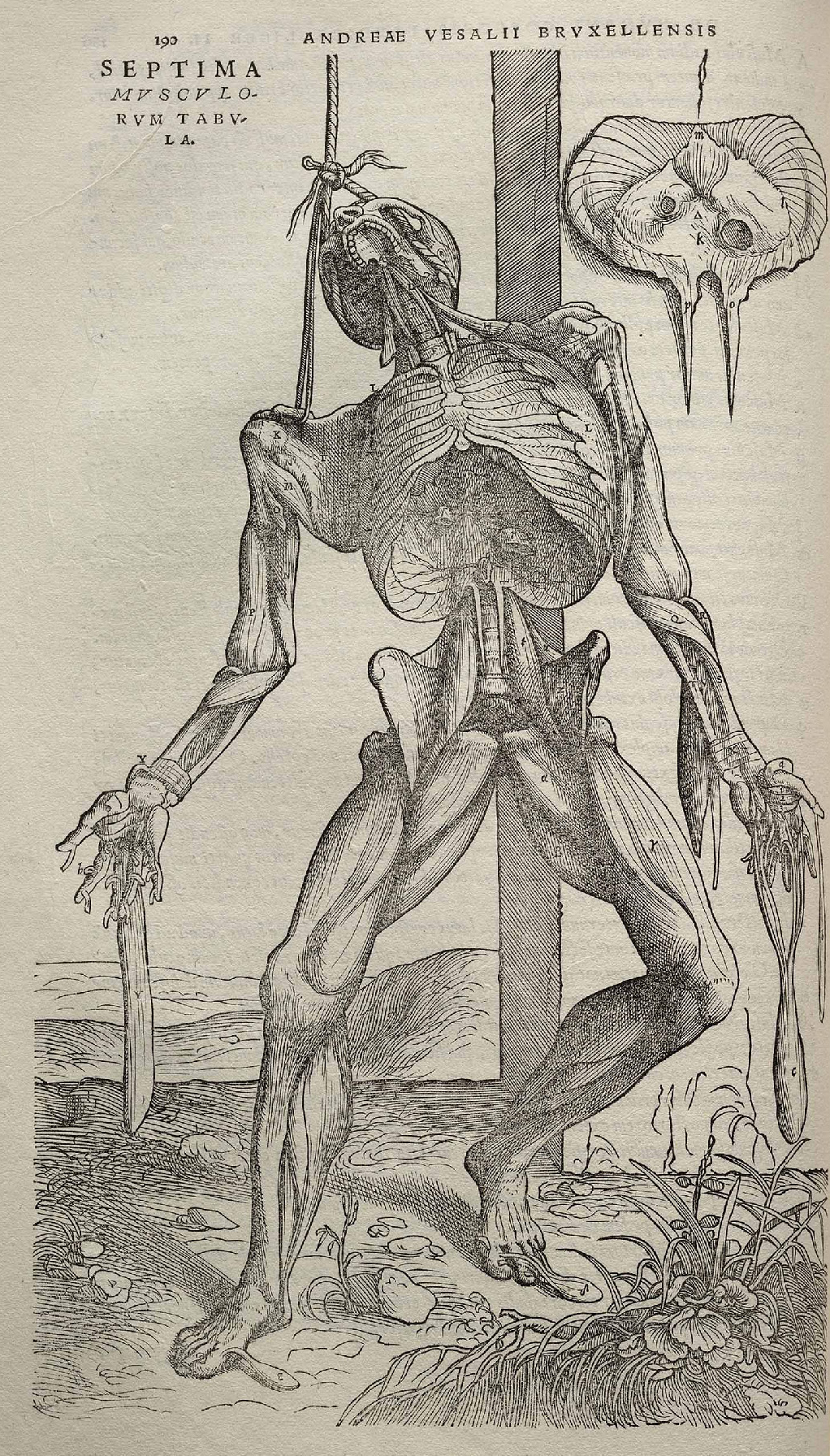
ヴェサリウスの『ファブリカ』は複雑で詳細な人体解剖図が多く記載されており、しばしば寓意的なポーズを取っている。

1543年にヴェサリウスが出版を援助するようヨハネス・オポリヌス (Johannes Oporinus) に要求した、7巻から成る『ファブリカ』（“De humani corporis fabrica”、人体の構造）は、人体解剖の革新的な仕事でカール5世に捧げられ、その図版はティティアン (Titian) の弟子であるジャン・ステファン・ヴァン・カルカル (Jan Stephen van Calcar) によって描かれたと信じられている。数週間後には学生の為に要約版のエピトメ“Andrea Vesalii suorum de humani corporis fabrica librorum epitome”を出版し、それは皇帝の息子のスペインのフェリペ2世に捧げられた。
その仕事はまず解剖ありきという事と、後に体の「解剖学的な」視点と呼ばれるようになったものを強調した。すなわち、立体的に器官を配置して、本質的に物質的構造としての人間の内部構造を見せた。これは、以前に用いられた、占星術の原理と同様、強いガレノス、アリストテレス的原理に基づく解剖学のモデルと著しく対照的だった。現代的な解剖学教科書もモンディーノ (Mondino) とベレンガー (Berenger) によって出版されたが、彼らの仕事はずっとガレノスとアラビア学説に寄ったものだった。
蝶形骨の初の良い記載だけでなく、3つの部位から成る胸骨や5つか6つの仙椎から成る仙骨を見せ、また側頭骨の内側の前庭を正確に記載した。肝臓の血管の弁についてのエティエンヌ (Etienne) の観察を証明したのみでなく、奇静脈を記載し、そして胎児の中で臍静脈と大静脈の間に通過する、それ以降静脈管と命名された管を発見した。網は胃、脾臓そして結腸と繋がっているのを記載し、幽門の構造の正しい視点を始めて与え、ヒトの盲腸の虫垂の小ささに気付き、初の縦隔と胸膜の良い説明、そして今でも遜色の無い脳の解剖の豊富な記載をした。彼は下陥凹は理解しなかった。また、脳神経の数え方は視神経を第一の対とし、第三を第五と、第五を第七神経とみなすことで分かりにくいものとなっている。
この仕事の中で、ヴェサリウスはまた人工呼吸を記載した初めての人物となった。
ヴェサリウスの仕事は実際の検死に基づいた初めてのものではなく、この時代の初めての仕事でもなかったが、高精細で込み入った図版の作品価値、そしてそれを作った芸術家が彼ら自身の解剖ではっきりと提示するという事実があっという間に名著として作りかえたのである。海賊版がまもなく出版され、その事実をヴェサリウスは印刷者の記録から知った。『ファブリカ』の初版を出版したときヴェサリウスはまだ30歳であった。

## 皇帝侍医と死

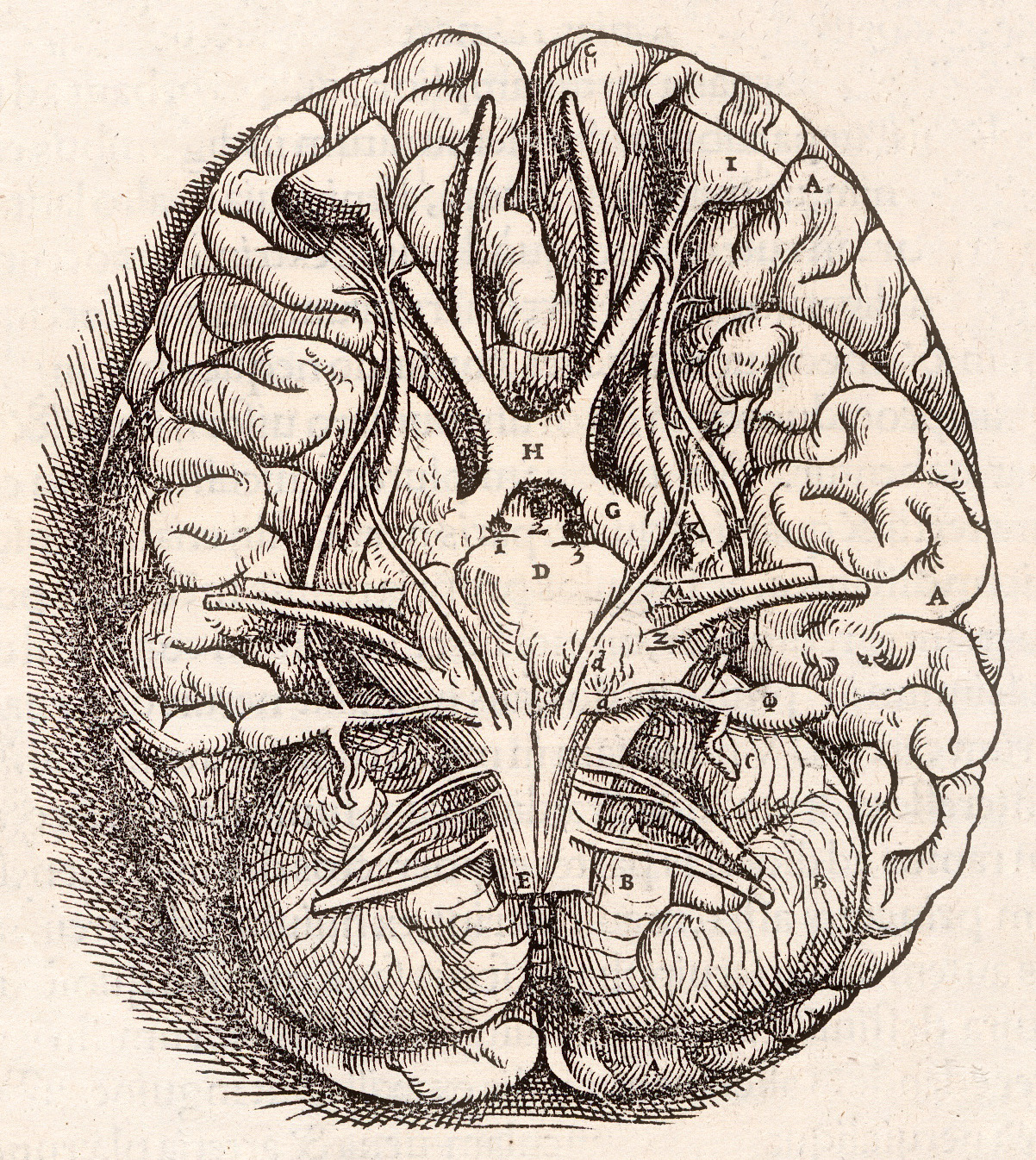
脳の底部。視交叉、小脳、嗅球などを見せる。

出版後まもなく、ヴェサリウスは皇帝侍医として皇帝カール5世の宮廷に招待された。彼は、パドヴァで離任する予定であるのをヴェネツィアの上院に知らせた。メディチ家の公爵コジモ1世が、ピサの拡張大学に移るよう促したが、ヴェサリウスはそれを拒否した。 ヴェサリウスは宮廷を選んだ。そこでは、彼を床屋として馬鹿にする他の医師と対応しなければならなかった(当時の医術は内科的処方のみを指し、外科的な処方は床屋が行っていた)。
その後12年に渡ってヴェサリウスは宮廷と共に旅をし、戦いや馬上槍試合での怪我の治療や検死解剖や外科手術をし、そして特定の医学的な質問を扱う私的な手紙を書いた。この数年の間にRadicis Chynaeという薬草の特性についての短文も書いたが、それは彼が使用するのを擁護するのはもちろん自分の解剖学的な発見を擁護するものである。これは、ヴェサリウスの仕事に対して、皇帝によって彼が罰せられるように求める攻撃の機会を引き出した。1551年、カール5世はサラマンカでヴェサリウスの手法の宗教的含意を調査する審理を委任した。ヴェサリウスの仕事は評議会によって許可されたが、攻撃は続いた。4年後に彼を中傷する者の一人が、人間の体そのものがガレノスが研究した時から変化したと主張する論説を出版した。
カール5世が退位した後も、その息子のフェリペ2世の厚恩でヴェサリウスは宮廷生活を続けた。それは生涯に渡る年金と宮中伯count palatineとなるというものだった。1555年に“De Corporis”の改訂版を出版した。
1559年6月30日、アンリ2世の娘エリザベート・ド・ヴァロワとスペイン王フェリペ2世の結婚でモンゴムリ伯ガブリエル・ド・ロルジュとの馬上槍試合でアンリ2世は槍に右目を貫かれた。この治療にサヴォワ公は、フェリペ2世にヴェサリウスの派遣を依頼、7月3日に到着し治療に参加するもアンリ2世は7月10日に死亡した。
1564年にヴェサリウスは妻と娘と3人でブリュッセルに向かうも、家族と別れ1人で聖地巡礼の旅に出た。ジェームス・マラテスタ (James Malatesta) 指揮下のヴェネツィア艦隊と共にキプロスを経て航行した。エルサレムに着いたとき、ヴェサリウスはヴェネツィアの議会から、彼の友で弟子のファロピウスの死によって席が空いたパドヴァの教授の座に再び着くことを要求する書信を受け取った。
数日間のイオニア海での逆風で苦しめられたのち、ヴェサリウスはザキントス島で座礁した。ここで彼は間もなく病気で死んだが、善意の人が葬儀代を払わなければ遺体は打ち捨てられるところであった。死亡した時49歳であった。
ヴェサリウスの巡礼の旅は宗教裁判のプレッシャーのためだと言われていた。今日ではこれは根拠がなく、現代の伝記作者によって却下されている。このストーリーはde Saxe としてカール5世とプリンスオブオレンジの元で仕えていたヒューバート・ランゲ (Hubert Languet) によって広げられた。彼は、ヴェサリウスが見つけられたときには、まだ心臓が動いていたスペインの貴族の検死を行ったことが、彼に死刑宣告した宗教裁判に導いた、と1565年に主張した。そして、フェリペ2世によってその判決が聖地巡礼へと変えられた、という事になっていた。その話は何年も経って、何度も再浮上して最近まで信じられていた。

## 関連する作品
- 麻見和史 『ヴェサリウスの柩』